# Selección femenina de fútbol de la República Democrática del Congo
La selección femenina de fútbol de la República Democrática del Congo representa a la República Democrática del Congo y es supervisado por la Fédération Congolaise de Football-Association (FECOFA).
Participó en la Copa Africana tres veces, alcanzando el mejor resultado en 1998 con el tercer puesto.

## Estadísticas

### Copa Mundial Femenina de Fútbol
| Edición | Resultado               | Posición                | PJ                      | PG                      | PE                      | PP                      | GF                      | GC                      |
| ------- | ----------------------- | ----------------------- | ----------------------- | ----------------------- | ----------------------- | ----------------------- | ----------------------- | ----------------------- |
| 1991    | No existía la selección | No existía la selección | No existía la selección | No existía la selección | No existía la selección | No existía la selección | No existía la selección | No existía la selección |
| 1995    | No existía la selección | No existía la selección | No existía la selección | No existía la selección | No existía la selección | No existía la selección | No existía la selección | No existía la selección |
| 1999    | No clasificó            | No clasificó            | No clasificó            | No clasificó            | No clasificó            | No clasificó            | No clasificó            | No clasificó            |
| 2003    | No participó            | No participó            | No participó            | No participó            | No participó            | No participó            | No participó            | No participó            |
| 2007    | No clasificó            | No clasificó            | No clasificó            | No clasificó            | No clasificó            | No clasificó            | No clasificó            | No clasificó            |
| 2011    | No clasificó            | No clasificó            | No clasificó            | No clasificó            | No clasificó            | No clasificó            | No clasificó            | No clasificó            |
| 2015    | No participó            | No participó            | No participó            | No participó            | No participó            | No participó            | No participó            | No participó            |
| 2019    | No participó            | No participó            | No participó            | No participó            | No participó            | No participó            | No participó            | No participó            |
| 2023    | Se retiró               | Se retiró               | Se retiró               | Se retiró               | Se retiró               | Se retiró               | Se retiró               | Se retiró               |
| 2027    | Por disputarse          | Por disputarse          | Por disputarse          | Por disputarse          | Por disputarse          | Por disputarse          | Por disputarse          | Por disputarse          |
| Total   | 0/9                     | -                       | -                       | -                       | -                       | -                       | -                       | -                       |

### Copa Femenina Africana de Naciones
| Edición | Resultado                                  | Posición                                   | PJ                                         | PG                                         | PE                                         | PP                                         | GF                                         | GC                                         |
| ------- | ------------------------------------------ | ------------------------------------------ | ------------------------------------------ | ------------------------------------------ | ------------------------------------------ | ------------------------------------------ | ------------------------------------------ | ------------------------------------------ |
| 1991    | No existía la selección                    | No existía la selección                    | No existía la selección                    | No existía la selección                    | No existía la selección                    | No existía la selección                    | No existía la selección                    | No existía la selección                    |
| 1995    | No existía la selección                    | No existía la selección                    | No existía la selección                    | No existía la selección                    | No existía la selección                    | No existía la selección                    | No existía la selección                    | No existía la selección                    |
| 1998    | Tercer lugar                               | 3.º                                        | 5                                          | 1                                          | 2                                          | 2                                          | 8                                          | 14                                         |
| 2000    | Se retiró                                  | Se retiró                                  | Se retiró                                  | Se retiró                                  | Se retiró                                  | Se retiró                                  | Se retiró                                  | Se retiró                                  |
| 2002    | No clasificó                               | No clasificó                               | No clasificó                               | No clasificó                               | No clasificó                               | No clasificó                               | No clasificó                               | No clasificó                               |
| 2004    | Se retiró                                  | Se retiró                                  | Se retiró                                  | Se retiró                                  | Se retiró                                  | Se retiró                                  | Se retiró                                  | Se retiró                                  |
| 2006    | Fase de grupos                             | 7.º                                        | 3                                          | 0                                          | 1                                          | 2                                          | 4                                          | 7                                          |
| 2008    | No clasificó                               | No clasificó                               | No clasificó                               | No clasificó                               | No clasificó                               | No clasificó                               | No clasificó                               | No clasificó                               |
| 2010    | No clasificó                               | No clasificó                               | No clasificó                               | No clasificó                               | No clasificó                               | No clasificó                               | No clasificó                               | No clasificó                               |
| 2012    | Fase de grupos                             | 7.º                                        | 3                                          | 1                                          | 0                                          | 2                                          | 2                                          | 10                                         |
| 2014    | No participó                               | No participó                               | No participó                               | No participó                               | No participó                               | No participó                               | No participó                               | No participó                               |
| 2016    | Se retiró                                  | Se retiró                                  | Se retiró                                  | Se retiró                                  | Se retiró                                  | Se retiró                                  | Se retiró                                  | Se retiró                                  |
| 2018    | No participó                               | No participó                               | No participó                               | No participó                               | No participó                               | No participó                               | No participó                               | No participó                               |
| 2020    | Cancelado debido a la pandemia de COVID-19 | Cancelado debido a la pandemia de COVID-19 | Cancelado debido a la pandemia de COVID-19 | Cancelado debido a la pandemia de COVID-19 | Cancelado debido a la pandemia de COVID-19 | Cancelado debido a la pandemia de COVID-19 | Cancelado debido a la pandemia de COVID-19 | Cancelado debido a la pandemia de COVID-19 |
| 2022    | Se retiró                                  | Se retiró                                  | Se retiró                                  | Se retiró                                  | Se retiró                                  | Se retiró                                  | Se retiró                                  | Se retiró                                  |
| 2024    | Fase de grupos                             | 12.º                                       | 3                                          | 0                                          | 0                                          | 3                                          | 2                                          | 9                                          |
| Total   | 4/14                                       | –                                          | 14                                         | 3                                          | 3                                          | 9                                          | 16                                         | 40                                         |

## Últimos y próximos encuentros
Actualizado al último partido jugado el 5 de diciembre de 2023
| Fecha      | Ciudad        | Local             | Resultado | Visitante         | Competición                            |
| ---------- | ------------- | ----------------- | --------- | ----------------- | -------------------------------------- |
| 22-09-2023 | Kinsasa       | Rep. del Congo    | 2:1       | Benín             | Clasificación Campeonato Femenino 2024 |
| 26-09-2023 | Cotonú        | Benín             | 1:2       | Rep. del Congo    | Clasificación Campeonato Femenino 2024 |
| 25-10-2023 | Kinsasa       | Rep. del Congo    | 1:1       | Sudáfrica         | Torneo Preolímpico Femenino 2024       |
| 30-10-2023 | Johannesburgo | Sudáfrica         | 2:0       | Rep. del Congo    | Torneo Preolímpico Femenino 2024       |
| 01-12-2023 | Malabo        | Guinea Ecuatorial | 1:1       | Rep. del Congo    | Clasificación Campeonato Femenino 2024 |
| 05-12-2023 | Kinsasa       | Rep. del Congo    | 2:1       | Guinea Ecuatorial | Clasificación Campeonato Femenino 2024 |